# Sovereign (EP)
Sovereign es un EP de la banda estadounidense Neurosis. Como su predecesor, Times of Grace (y todos los álbumes de Neurosis a partir de él) fue grabado y producido por Steve Albini en los estudios Electric Audio en Chicago, Illinois. El CD contiene material mezclado de sus shows, con efectos visuales y sonoros por parte de su proyecto paralelo, Tribes of Neurot. 
En 2011, Neurot Recordings relanzó el EP, el cual incluye la canción "Misgiven".

## Lista de canciones
Todas las canciones escritas y compuestas por Neurosis. 
| Original release |               |          |  |
| N.º              | Título        | Duración |  |
| 1.               | «Prayer»      | 7:27     |  |
| 2.               | «An Offering» | 7:50     |  |
| 3.               | «Flood»       | 4:08     |  |
| 4.               | «Sovereign»   | 13:15    |  |

Relanzamiento
| 2011 reissue bonus track |            |          |  |
| N.º                      | Título     | Duración |  |
| 5.                       | «Misgiven» | 6:41     |  |

## Créditos
- Steve Von Till – guitarra, voz
- Scott Kelly – guitarra, voz
- Dave Edwardson – bajo, voz
- Noah Landis – teclados, voz
- Jason Roeder – batería

- Dave Collins - masterización